# Katica Nagy
Katica Nagy (anhörenⓘ; * 17. Januar 1995 in Budapest; bürgerlich Katalin Angéla Nagy) ist eine ungarische Schauspielerin.

## Leben und Karriere
Nagy wurde am 17. Januar 1995 in Budapest geboren. Sie besuchte die Szerb Antal Gimnázium. Danach wechselte sie an der Vörösmarty Mihály Gimnázium. Zwischen 2014 und 2019 studierte sie an der Universität für Theater und Filmkunst Budapest.
Ihr Debüt gab sie 2014 in dem Film Free entry. Anschließend trat sie 2017 in A Tökéletes gyilkos auf. 2019 wurde sie für die Serie Alvilág gecastet. Im selben Jahr war Nagy in Cseppben az élet zu sehen. Unter anderem spielte sie 2018 in dem Film Falsche Poesie mit.
2022 setzte sie ihre Karriere in Oltári történetek fort. Außerdem bekam Nagy 2023 in dem Film Semmelweis eine Hauptrolle.

## Filmografie (Auswahl)
Filme
- 2014: Free entry
- 2017: A Tökéletes gyilkos
- 2018: Falsche Poesie
- 2023: Semmelweis

Serien
- 2019: Alvilág
- 2019: Ízig-vérig
- 2019: Cseppben az élet
- 2021: Mintaapák
- 2022: Oltári történetek